# Opisthoxia formosante
Opisthoxia formosante là một loài bướm đêm trong họ Geometridae.